# روابط ایران و القاعده
روابط جمهوری اسلامی ایران و القاعده چندان شفاف نیست اما رویهم رفته پرتنش بوده‌است.
از سویی اسنادی از خصمانه بودن روابط حکومت ایران با این گروه منتشر شده‌است و از سوی دیگر گاه مقام‌های ایالات متحده آمریکا جمهوری اسلامی را به دادن اجازهٔ رفت و آمد به اعضای این گروه یا حتی هم‌دستی با آن متهم کرده‌اند. اما جمهوری اسلامی اعلام کرده‌است که القاعده را یک «گروه تروریستی» می‌داند و اعضای آن را دستگیر می‌کند. مثلاً دربارهٔ کیفیت حضور سعد بن لادن پسر بن لادن و فعال سابق القاعده، عزالدین عبدالعزیز خلیل، اسماعیل کاموکا، سلیمان ابوغیث داماد بن لادن و ایمان بن لادن یکی از دختران بن لادن و مادرش و در حصر بودن یا آزاد و فعال بودن آنها در ایران اختلاف نظر وجود داشته‌است.
تحلیل‌گران عوامل منفی و مثبت مؤثر بر روابط ایران و القاعده را چنین می‌دانند: امکانی برای امتیاز گرفتن ایران از غرب، مخالفت اسلام‌گرایان افراطی و سنی طالبان و القاعده با افزایش نفوذ ایران که شیعه است در منطقه، اختلاف نظر بر سر جنگ داخلی سوریه، اما از سوی دیگر: در امان نگه داشتن ایران از حملهٔ احتمالی بخشی از افراد تشکیلات القاعده که ضدیت عمیقی با شیعیان دارند به وسیله پناه دادن به اعضای القاعده و عده‌ای از نزدیکان بن لادن که تحت تدابیر امنیتی شدید و اغلب در حبس خانگی به سر می‌برند، وجود دشمن مشترکی به نام آمریکا، امکان ضعیف حملهٔ کماندوهای آمریکایی به رهبران القاعده در خاک ایران که موجب راحتی پناه گرفتن اعضای القاعده در ایران می‌شود، تبادل دیپلمات‌های ربوده شده ایرانی با اسیران القاعده.
در اردیبهشت ۱۳۹۱ خبرگزاری رویترز روابط القاعده و ایران را پُرتنش توصیف کرد و به نقل از مرکز مبارزه با تروریسم آکادمی ارتش آمریکا نوشت ایران احتمالاً برای این‌که القاعده را از اقدام نظامی علیه این کشور بازدارد، اعضای آن را بازداشت می‌کرده‌است. علاوه بر این، در گزارش آمده‌است که احتمالاً بعضی از این بازداشت‌ها با هدف چانه‌زنی با دولت ایالات‌متحده در مسائل مربوط به افغانستان بوده باشد.

## پایگاه القاعده در ایران
روز سه‌شنبه ۱۲ ژانویه ۲۰۲۱ مایک پمپئو وزیر خارجه ایالات متحده آمریکا، ایران را متهم به گسترش روابطش با القاعده نمود که به عناصر ارشد این گروه تروریستی اجازه تشکیل مقرات جدید در خاک ایران می‌دهد. وی هشدار داد این شراکت «تهدید سنگینی» برای امنیت بین‌الملل و سلامت آمریکاییان در کشور ایجاد کرده‌است. وی گفت، «از سال۲۰۱۵ ایران هم‌چنین به رهبران القاعده بزرگ‌ترین آزادی عمل در داخل ایران تحت نظارت آنها داده‌است». وی با اشاره به رهبر فعلی القاعده افزود، «در نتیجه این مساعدت، القاعده رهبران خود را در داخل ایران متمرکز کرده‌است. معاونین ایمن الظواهری، هم‌اکنون در آنجا هستند و صراحتاً زندگی معمولی القاعده را دارند».
هاشمی رفسنجانی در خاطرات خود می‌نویسد:
«سردار قاسم سلیمانی، فرمانده نیروی قدس سپاه آمد [...] و گفت [سعد بن‌لادن]، یکی از فرزندان اسامه بن‌لادن رهبر گروه القاعده و همراهانش که از پاکستان به ایران آمده بودند، به پاکستان برگردانده شده‌اند.» هاشمی از قول خاتمی ریاست جمهوری وقت توضیح می‌دهد که به پسر بن‌لادن اجازه داده شده به پاکستان برود چون او راضی نشده که به عربستان تحویل داده شود.

## روزشمار وقایع
- در سال ۲۰۰۱ هنگام جنگ افغانستان (۲۰۰۱–۲۰۱۴)|جنگ ایالات متحده آمریکا در افغانستان، ایران در شناسایی و تعقیب اعضای القاعده با واشینگتن همکاری کرد. این موضوع را چند سال بعد یکی از مقام‌های ارشد دولت جورج بوش، رئیس‌جمهور پیشین ایالات متحده اعتراف کرد. به گفته هیلاری مان لورت «این یکی از نمونه‌های نادر همکاری میان تهران و واشینگتن بود و به نظر می‌رسید که آغازی برای بهبود روابط دو کشور باشد.»[۳]
- در زمان دولت محمد خاتمی، دولت ایران به دولت آمریکا پیشنهاد کرد اعضای القاعده [یا خانواده بن لادن] را با شورشیان مخالف ایران که توسط پنتاگون در عراق دستگیر شده بودند معاوضه کند. این توافق هیچ‌گاه عملی نشد و روابط ایران و آمریکا در زمان دولت محمود احمدی‌نژاد بدتر شد.[۱۰]
- روزنامه واشینگتن پست در سال ۲۰۰۳ گزارشی از «رابطهٔ به عمر یک دهه» بین ایمن الظواهری، از مقامات ارشد القاعده و احمد وحیدی وزیر دفاع بعدی ایران (از ۱۳۸۸ تا کنون) منتشر کرد.[۱۰][۱۱][۱۲]
- در سال ۲۰۰۶ هنگامی که ابومصعب زرقاوی، رهبر شاخه القاعده در عراق در حمله مشترک نیروهای آمریکایی و عراقی به قتل رسید، در خانه‌اش اسنادی پیدا شد که نشان می‌دهد سازمان القاعده قصد داشت آتش جنگ میان ایران و آمریکا برافروزد. در این اسناد نوشته شده بود جنگ میان ایران و آمریکا منافع زیادی برای اهل سنت در عراق و «جنبش مقاومت در برابر آمریکا» خواهد داشت: آزاد شدن اهل سنت از سلطه شیعیان، تضعیف شیعیان، مشغول شدن نیروهای آمریکایی به یک جنگ تازه، امکان دستیابی بیشتر به سلاح از طریق ایران، وادار کردن ایران به کمک به «نیروهای جنبش مقاومت در برابر آمریکا» در عراق (به این طریق که ایران در صورت حمله به آمریکا به «نیروهای مقاومت» نیازمند خواهد بود) برای ایجاد جنگ بین ایران و آمریکا چنین راه‌هایی در این اسناد توصیه شده‌است: قانع کردن آمریکا و غرب به «خطرناک» بودن ایران، آدم‌ربایی و فرستادن پیامهای تهدیدآمیز و نسبت دادن آنها به ایران و شیعیان مورد حمایتش و معرفی حکومت ایران به عنوان دولتی مرتبط با تروریسم؛ تبلیغات دربارهٔ این‌که ایران دارای سلاح‌های شیمیایی و هسته‌ای است؛ بمب‌گذاری در کشورهای غربی و جعل آثار دخالت شیعیان ایرانی در کنار آنها.[۱۳]
- در شهریور ۱۳۸۷، ایمن الظواهری مقام ارشد القاعده در نوار ویدئویی «هفت سال جنگ صلیبی» ادعا کرد که تهران با نیروهای آمریکایی برای اشغال عراق و افغانستان همکاری کرده‌است.[۲]
- در روزهای نخست ژانویه ۲۰۱۰ (زمستان ۱۳۸۸) ایمان بن لادن دختر ۱۷ ساله اسامه بن لادن که گفته شد در تهران برای خرید همراه با دو مأمور انتظامی به بازار رفته بود، فرار کرد و به سفارت عربستان سعودی در تهران پناهنده شد. گزارش‌ها حاکی از آن بود که او همراه با مادرش که یکی از چندین همسر بن لادن بود و چند تن دیگر از اعضای خانواده‌اش زیر نظر مأموران امنیتی در حومه تهران سکونت داشته‌است. منوچهر متکی وزیر امور خارجه ایران از این موضوع اظهار بی‌اطلاعی کرد.[۲][۳]
- اولین بار ۶ مرداد ۱۳۹۰ آمریکا رسماً ایران را به «هم پیمانی با القاعده» متهم کرد. معاونت تروریسم و امنیت اقتصادی وزارت خزانه‌داری ایالات متحده اعلام کرد مأموران القاعده که مقیم ایران هستند عملیات گسترده‌ای برای حمایت مالی القاعده انجام داده‌اند تا کمک‌های مالی به این سازمان را از کشورهای حاشیه خلیج فارس مثل کویت و قطر جمع‌آوری کنند. مقامات آمریکا اعلام کردند ایران از این جریان اطلاع داشته و آنها را کمک نموده‌است. سخنگوی ایران در سازمان ملل این اتهامات را رد کرده و آن را تلاش آمریکا برای مخدوش کردن حسن شهرت ایران بر پایه ادعاهای «کاملاً بی‌اساس» خواند و گفت ایران هیچ‌گاه از سازمان‌های تروریستی مانند القاعده حمایت نمی‌کند.[۱۰][۱۴]

هرچند که تفسیر ایران و القاعده از اسلام با هم متفاوت است و اختلافات دینی دارند، و منافع استراتژیک متفاوتی دارند، آمریکا ایران را متهم کرده‌است که چون ایران مایل است نیروهای آمریکایی از عراق و افغانستان زودتر خارج شوند و نفوذ ایران در منطقه بیشتر و تثبیت شود، به قاچاق تسلیحات پیشرفته به عراق و افغانستان کمک می‌کند تا خروج نیروهای آمریکایی از عراق و افغانستان سریع‌تر شود. همچنین آمریکا رسماً اعلام کرد کمک ایران به القاعده با همین انگیزه انجام می‌شود. بسیاری از کارشناسان امور ایران به دلیل اختلافات فرقه‌ای میان ایران که شیعه است و القاعده که سنی است با گزارش وزارت دارایی آمریکا با احتیاط برخورد کردند. معاونت تروریسم و امنیت اقتصادی وزارت دارایی آمریکا به ریاست دیوید س. کوهن در گزارش خود اعلام کرده که عملیات حمایت مالی القاعده به رهبری عزالدین عبدالعزیز خلیل (تبعه سوریه) انجام می‌شود و او در ایران مستقر است و از سال ۲۰۰۵ با دولت ایران توافق کرده‌است که از خاک این کشور فعالیت کند و زندانیان القاعده در ایران را آزاد کند و به پاکستان برگرداند و کمک‌های مالی برای القاعده در پاکستان بفرستد.
- یک ماه پس از آن، فرمانده انتظامی کرمان ۱۵ شهریور ۱۳۹۰ از دستگیری پنج عضو القاعده همراه تعدادی اسلحه، مهمات و تعدادی اسناد و مدارک در استان کرمان خبر داد و قصد این افراد را «ورود مقادیر زیادی سلاح، مهمات و مواد منفجره به ایران» و انجام «اقدامات خرابکارانه» عنوان کرد. دو تن[۲] از آنها غیرایرانی بوده و تبعه «کشورهای همسایه غربی ایران» معرفی شدند.[۲][۱۵]
- ۱۴ اردیبهشت ۱۳۹۱ (۳ مه) رویترز اسنادی منتشر کرد که از مخفی‌گاه بن لادن در پاکستان به دست آمده بود و نشان می‌داد مناسبات میان القاعده و حکومت ایران، پرتنش و خصمانه بوده‌است. در سال‌های پس از حملات ۱۱ سپتامبر ۲۰۰۱، ایران برخی از سران رده بالا و اعضای رده پایین‌تر گروه القاعده و همچنین برخی اعضای خانواده بن لادن را بازداشت کرده بود. در تحلیل مرکز وست پوینت آمده‌است که یکی از دلایل بازداشت طولانی‌مدت اعضای القاعده در ایران می‌تواند جلوگیری از حمله این گروه تروریستی به ایران باشد. دلیل دوم این است که ایران احتمالاً اعضای القاعده را به عنوان برگ برنده برای معاملات بعدی این کشور با آمریکا نگه داشته‌است.[۴]
- ۵ سپتامبر ۲۰۱۱ (۱۵ شهریور) روزنامه دیلی تلگراف نوشت اسنادی از ساختمان سازمان امنیت خارجی لیبی به دست انقلابیون افتاده‌است که نشان می‌دهد اعضای القاعده (مثلا اسماعیل کاموکا) آزادانه به ایران رفت و آمد می‌کنند. این روزنامه توضیح داد «اسنادی که از سازمان امنیت لیبی به دست آمده مستقیماً به همکاری تهران با القاعده اشاره‌ای نمی‌کند اما نشان می‌دهد اعضای القاعده بیش از گمانه‌زنی‌های سابق از آزادی رفت و آمد در ایران برخوردار هستند.»[۳]
- ۲۷ مهر ۱۳۹۱ دولت ایالات متحده آمریکا ۱۲ میلیون دلار جایزه برای دستگیری دو فرد مظنون به عضویت در گروه القاعده تعیین کرد که مدعی شده در ایران حضور دارند.[۱۶]
- واشینگتن پست اسفند ۱۳۹۱ (مارس ۲۰۱۳) خبر از اخراج سلیمان ابوغیث داماد اسامه بن لادن و سخنگوی پیشین گروه القاعده از ایران داد و نوشت او سومین شخصیت القاعده است که در یک سال گذشته از ایران اخراج شده‌اند و ایران از آنها خواسته خاک این کشور را ترک کنند. واشینگتن پست در تحلیل خود نوشت: روابط ایران و القاعده برای مدتی منافعی برای هر دو طرف داشته اما با افزایش تنش در موضع ایران شیعه و موضع مسلمانان افراطی سنی، مخصوصاً بر سر جنگ داخلی سوریه، روابط ایران و القاعده پرتنش شده‌است و هر یک از دو جریان متفاوت و متخاصم در سوریه حمایت می‌کنند.[۱۷]

## کشته شدن فرد شماره دو القاعده و عروس بن‌لادن در تهران
در ۱۷ مرداد ۱۳۹۹، عبدالله احمد عبدالله ملقب به ابومحمد المصری، فرد شمارهٔ دو القاعده، و نیز عروس اسامه بن لادن در منطقه پاسداران تهران و در نزدیکی خانه ابومهدی المهندس، به دست مأموران برون‌مرزی اسرائیل کشته شدند. گفته می‌شود المصری در انفجار سفارت آمریکا در نایروبی در سال ۱۹۹۸ مشارکت داشته‌است؛ سپاه پاسداران از او و خانواده‌اش محافظت می‌کرد.